# Karikó Katalin díjainak és kitüntetéseinek listája

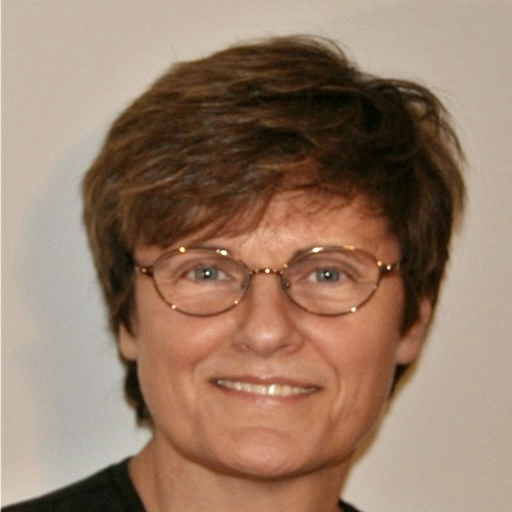
Karikó Katalin

Karikó Katalin díjainak és kitüntetéseinek listája a Nobel-díjas, Magyar Szent István-renddel kitüntetett, Széchenyi-díjas magyar-amerikai kutatóbiológus, a szintetikus mRNS alapú vakcinák orvosi technológiájának kifejlesztését felfedezéseivel megalapozó biokémikus díjait, kitüntetéseit, elnyert tudományos fokozatait és egyéb elismeréseit átfogóan mutatja be. 
A 21. század egyik legfontosabb tudományos felfedezése kötődik Karikó Katalin nevéhez. Az általa kifejlesztett mRNS-alapú technológia és az arra épülő két leghatékonyabb oltóanyag, a BioNTech/Pfizer és a Moderna vakcinák alapozták meg világszinten a SARS-CoV-2 vírus elleni hatékony küzdelmet és a Covid19-pandémia megfékezését. Felfedezése ígéretet hordoz magában számos más betegség jövőbeli gyógyítása tekintetében is.
Mind 2021-ben, mind 2022-ben már mint potenciális Nobel-díjasra tekintettek rá a tudományos világban.
2023. október 2-án a Svéd Királyi Tudományos Akadémia bejelentette, hogy a 2023. évi Fiziológiai és orvostudományi Nobel-díjat Karikó Katalinnak és Drew Weissmannak ítélték oda az mRNS-technológia kifejlesztéséért. A díjat 1901 óta 227 tudós vehette át, köztük Karikó Katalin a tizenharmadik nő, aki megkapta azt. Vele és a másnap Fizikai Nobel-díjat nyert Krausz Ferenccel együtt tizenkettőre emelkedett a Magyarországon született Nobel-díjasok száma.

## Díjak és kitüntetések 2020 előtt
- Jermy Gusztáv-díj | Móricz Zsigmond Gimnázium, Kisújszállás | 1973 |[13]
- Népköztársasági ösztöndíj | Magyar Népköztársaság Kormánya | 1975 – 1978 |[14]
- Akadémiai ösztöndíj | Magyar Tudományos Akadémia | 1978 – 1980 |[15]
- Kisújszállás városának Tiszteletbeli Polgára | Kisújszállás Önkormányzata | 2009 |[16]

## Díjak és kitüntetések 2020-ban
- Kisújszállás díszpolgára | Kisújszállás Önkormányzata |[17]
- Közmédia Év Embere Díj | MTVA |[18]
- Research!America – Outstanding Achievement in Public Health Awards | Drew Weissman |[19]
- Rosenstiel-díj(wd) 2020 | Brandeis University | Drew Weissman |[20]
- Volkswagen Kék Innovációs Különdíj | Menedzserek Országos Szövetsége |[21]

## Díjak és kitüntetések 2021-ben
- 100 People Transforming Business | Insider |[22]
- Albany Medical Center Prize | Albany Medical | Barney Graham, Drew Weissman |[23]
- Asztúria hercegnője-díj | Asztúria Hercegnője Alapítvány | Drew Weissman, Philip Felgner, Uğur Şahin, Özlem Türeci, Derrick Rossi, Sarah Gilbert |[24]
- BIAL Award in Biomedicine | BIAL Foundation | Drew Weissman |[25]
- Bill Foege Award | MAP International | Anthony Fauci, Carlos Del Rio |[26]
- Bolyai János alkotói díj | Bolyai-díj Alapítvány |[27]
- Csongrád-Csanád megye díszpolgára | Csongrád-Csanád Megyei Önkormányzat |[28]
- Debrecen Díj a Molekuláris Orvostudományért | Debreceni Egyetem |[29][30]
- Dr. Paul Janssen Award | Johnson & Johnson | Drew Weissman |[31]
- Fodor József-díj | Hungarian Society of Hygiene |[32]
- Forbes No.1 (entrepreneurs, leaders, scientists, creators; 50+) | Forbes |[33]
- Frontiers Awards | BBVA Foundation, Bilbao | Drew Weissman és Robert Langer |[34]
- German Future Prize (Deutsche Zukunftspreis) | Bundespräsident für Technik und Innovation | Uğur Şahin, Özlem Türeci, Christoph Huber |[35]
- Golden Goose | National Institutes of Health, Tennessee | Drew Weissman |[36]
- Golden Plate Award | Academy of Achievement |[37]
- Grande Médaille |  Francia Tudományos Akadémia(wd) |[38]
- Great Immigrant Great American Award 2021 | Carnegie Corporation of New York |[39]
- Harvey Prize 2021 | Technion – Israel Institute of Technology | Drew Weissman, Pieter Cullis[40]
- Human Dignity Award | Council of Human Dignity |[41]
- Inventor of the Year IPOEF | Intellectual Property Owners Education Foundation | Uğur Şahin, Özlem Tureci, Drew Weissman |[42]
- Inventors of the Year PCI | Penn Center of Innovation | Drew Weissman |[43]
- Jedlik Ányos-díj | Hungarian Intellectual Property Office | Dékány Imre, Fekete Andrea, Kotschy András, Szecskay András |[44]
- John J. Carlin Service Award | USRowing |[45]
- John Scott Award | Philadelphia University | Drew Weissman |[46]
- Keio Medical Science Prize 2021 | Keio University | Osamu Nureki |[47]
- Lasker-DeBakey Clinical Medical Research Award | Albert és Mary Lasker Alapítvány | Drew Weissman |[48]
- L'Oréal-UNESCO For Women in Science Award | UNESCO | María Guadalupe Guzmán Tirado, Hailan Hu, Agnès Binagwaho, María Ángela Nieto Toledano |[49]
- Louisa Gross Horwitz Prize | Columbia University | Drew Weissman |[50]
- Magyar Lélek Díj | Hungarian Magyar Club of Chicago |[51]
- New York Academy of Medicine NYAM | New York Academy of Medicine | Drew Weissman |[52]
- Novo Nordisk Prize | Novo Nordisk Alapítvány | Uğur Şahin, Özlem Türeci,  Drew Weissman |[53]
- Pioneer Award | Precision Medicine World Conference (PMWC) 2021 |[54][55]
- Prima Díj |  Vállalkozók és Munkáltatók Országos Szövetsége Jász-Nagykun-Szolnok Megyei Szervezete |[56]
- Prince Mahidol Award | Prince Mahidol Award Foundation under the Royal Patronage, Bangkok | Drew Weissman, Pieter Cullis |[57]
- Princess Marina Sturdza Award | Emerging Europe Council | Sir Suma Chakrabarti |[58]
- Reichstein Medal | Swiss Academy of Pharmaceutical Sciences (SAPhS) |[59]
- Semmelweis-díj | EMMI |[60]
- Stem Cell Hero NYSCF | The New York Stem Cell Foundation | Derrick Rossi, Kizzmekia Corbett, Barney Graham, Drew Weissman |[61]
- Straub-plakett | Szegedi Biológiai Kutatóközpont, Szeged |[62]
- Széchenyi-díj | Magyarország Kormánya |[63][64]
- Szeged Város Díszpolgára | Szeged Megyei Jogú Város Önkormányzata |[65]
- Theodor Boveri Award | University of Würzburg |[66]
- Time 100 – The 100 Most Influential People of 2021 | Time magazin |[67]
- Time –  2021 Heroes of the Year | Time magazin | Kizzmekia Corbett, Barney Graham és Drew Weissman |[68]
- Tudományos Prima különdíj | Jász-Nagykun-Szolnok Megye |[69]
- VinFuture Grand Prize | VinFuture Foundation | Drew Weissman, Pieter Cullis |[70]
- Wilhelm Exner Medal |  Austrian Industrial Association | Luisa Torsi |[71]
- William B. Coley Award for Distinguished Research in Basic and Tumor Immunology | Cancer Research Institute | Uğur Şahin, Özlem Türeci, Drew Weissman |[72]
- Women of the Year | Glamour Magazin |[73]

## Díjak és kitüntetések 2022-ben
- Beacon Award of Trustees' Council of Penn Women | PennAlumni of University of Pennsylvania |[74][75]
- Benjamin Franklin Medal in Life Science | The Franklin Institute of Philadelphia | Drew Weissman |[76]
- Breakthrough Prize in Life Sciences 2022 | Breakthrough Prize Foundation | Drew Weissman |[77]
- Camurus Lipid Science Prize | Camurus Lipid Research Foundation |[78]
- Canada Gairdner International Awards | Drew Weissman és Pieter Cullis |[79][80][81]
- Deutscher Immunologie-Preis | Deutsche Gesellschaft für Immunologie | Uğur Şahin, Özlem Türeci |[82]
- Emilia Chiancone Medal | Accademia Nazionale delle Scienze, Roma |[83]
- Empowering Research and Discovery Award | National Disease Research Interchange (NDRI) | Drew Weissman |[84]
- European Inventor Award for Lifetime achievement |  European Patent Office |[85]
- Golden Arrow | Vienna Congress com.sult 2022 | Anna Kiesenhofer |[86]
- Harold Berger Award | Penn Engineering, University of Pennsylvania | Drew Weissman |[87]
- Helmholtz Medal 2022 | Berlin-Brandenburgische Akademie der Wissenschaften |[88]
- Japán Díj |  Japán Díj Alapítvány | Drew Weissman |[89]
- Jász-Nagykun-Szolnok Megye Díszpolgára Díj | Jász-Nagykun-Szolnok Megyei Közgyűlés |[90]
- Jeantet-Collen Prize for Medicine | Louis-Jeantet Alapítvány, Genf | Uğur Şahin, Özlem Türeci |[91]
- Jessie Stevenson Kovalenko Medal | Nemzeti Tudományos Akadémia (NAS), Washington |  Drew Weissman |[92]
- Lindhal Lecture | Neurovations |[93]
- Matis Family Investigator Award |  Drs. Louis and Lyn Matis – Penn Institute for Immunology | Drew Weissman |[94][95]
- Mohammed bin Rashid Al Maktoum Knowledge Award | Dubai Culture and Arts Authority | Zhang Yongzhen, Drew Weissman |[96]
- National Inventors Hall of Fame | The United States Patent and Trademark Office & The National Inventors Hall of Fame | Drew Weissman |[97]
- Park MahnHoon Award | International Vaccine Institute & SK bioscience | Tore Godal, Drew Weissman |[98]
- Paul Ehrlich- és Ludwig Darmstaedter-díj(wd) 2022 | Die Paul Ehrlich-Stiftung | Uğur Şahin, Özlem Türeci |[99]
- Pearl  Meister Greengard Prize | Rockefeller University |[100]
- Peter Speiser Award | Institute of Pharmaceutical Sciences of ETH Zurich | [101]
- Philadelphia-Israel Chamber of Commerce Award | Philadelphia-Israel Chamber of Commerce | Drew Weissman |[102]
- Ross Prize in Molecular Medicine | Feinstein Institute | Drew Weissman |[103]
- SBMT Award | Society for Brain Mapping & Therapeutics |[104]
- Semmelweis Budapest Award | Semmelweis Egyetem |[105]
- Solvay Prize | Solvay S.A. |[106]
- Stanford University Drug Discovery Lifetime Achivement Award | Stanford University |[107]
- Status List 2022 | STAT – Editor's Pick |[108]
- Szegedért Alapítvány  – Fődíj | Szegedért Alapítvány |[109]
- Szent-Gizella-díj | Civil Szeretet Kurázsi Társaság |[110]
- Tang Prize | Academia Sinica, Taiwan | Drew Weissman és Pieter Cullis |[111][112]
- Vilcek Prize for Excellence in Biotechnology | Vilcek Foundation |[113][114]
- Warren Alpert  Prize | Harvard Medical School | Uğur Şahin, Özlem Türeci, Drew Weissman, Eric Huang |[115]
- Werner-von-Siemens-Rings | Die Stiftung Werner-von-Siemens-Ring | Uğur Şahin, Özlem Türeci, Christoph Huber |[116][117]

## Díjak és kitüntetések 2023-ban
- 2023-as Fiziológiai és orvostudományi Nobel-díj | Svéd Királyi Tudományos Akadémia | Drew Weissman |[7][8][9][10][11]

Karikó Katalin a Nobel-díjával járó több mint félmillió dollárt egykori alma materének, a Szegedi Tudományegyetemnek adományozta 2024.. április 2-án
- Cameron Award | University of Edinburgh | Drew Weissman |[119]
- Dawson Award in Genetics  | Smurfit Institute of Genetics in Trinity |[120]
- Dean’s Distinguished Award | Drew Weissman |University of Pennsylvania | Drew Weissman |[121]
- Faces of American Innovation |  Bayh-Dole Coalition | Yan Wang, Peter Stern, Dennis Liotta, Carol Mimuras |[122]
- Fries Prize for Improving Health | The CDC Foundation | Anne Schuchat |[123]
- Genius Award | New Jersey City University | John C. Mather, Uma Valeti |[124][125]
- Harvey Prize 2023 | Technion – Israel Institute of Technology | Drew Weissman, Helen Quinn, Pieter R. Cullis|[126]
- Jonathan E. Rhoads Medal for Distinguished Achievement in Medicine | American Philosophical Society | Drew Weissman |[127]
- LIV Jiménez Díaz Commemorative Lecture | Fundación Jiménez Díaz  (FJD) |[128]
- Magyar Szent István-rend | Magyarország Kormánya |[129][130]
- Meyenburg Prize | Helmholtz Institute for Translational Oncology (HI-TRON) | Uğur Şahin, Özlem Türeci |[131]
- Neumann-díj | Budapesti Műszaki és Gazdaságtudományi Egyetem; Neumann János Számítógéptudományi Társaság |[132]

## Díjak és kitüntetések 2024-ben
- Award for Global Health | World Health Organization (WHO) | Drew Weissman |[133]
- Distinguished Daughters of Pennsylvania | Pennsylvania Governor Josh Shapiro[134] | Andrea M. Baldeck, Susan L. Brantley, Gemma Del Duca, Susan Peikes Gantman, Kathy Wilson Humphrey, Sharmain Matlock-Turner, Carla McCabe, Karen Murphy, Geovette E. Washington, Doris Carson Williams |[135]
- Distinguished Medical Science Award | Friends of the National Library of Medicine | Uğur Şahin, Özlem Türeci |[136]
- Double Helix Medal | Cold Spring Harbor Laboratories | Daniel Doctoroff, Alisa Doctoroff |[137]
- Helen Dean King Award | The Wistar Institute |[138]
- Harvey Prize 2024 | Technion – Israel Institute of Technology | Drew Weissman |[139]
- Libri-díj | Libri Kiadó | Frei Tamás, Náray Tamás, Iglódi Csaba, Mező Gábor, Visky András, Bartos Erika, Szőcs Géza, Orvos-Tóth Noémi, Berg Judit, Marék Veronika |[140]
- Magyar Corvin-lánc | Magyarország | Krausz Ferenc |[141]
- Nierenberg Prize for Science in the Public Interest | Scripps Institution of Oceanography |[142]
- Paul Karrer Medal | Zürichi Egyetem |[143]

## Tiszteletbeli doktorátus
Doctor honoris causa

### 2021-ben adományozott tiszteletbeli doktorátusok
- Doctor honoris causa | Szegedi Tudományegyetem [144]
- Honorary Doctor of Duke University | Duke University | Drew Weissman, Ken Jeong, Mary Schmidt Campbell |[145]
- Honorary Doctor of Humanitas University | Humanitas University of Milan |[146]

### 2022-ben adományozott tiszteletbeli doktorátusok
- Honorary Doctor of ELTE | Eötvös Loránd Tudományegyetem |[147]
- Honorary Doctor of Radboud University |[148]
- Honorary Doctor of Rockefeller University | Rockefeller Egyetem | Anthony Fauci, Lulu C. Wang |[149][150]
- Honorary Doctor of Tel Aviv University |  Cornelia Bargmann, Sir Michael Victor Berry, Barbara Engelking, Eric J. Gertler, James S. Gertler, Bernd Friedrich Huber, Jodi Kantor, Solomon Lew, Jehuda Reinharz, Jürgen Renn |[151]
- Honorary Doctor of Université libre de Bruxelles | Free University of Brussels, ULB |[152]
- Honorary Doctor of University of Geneva | Genfi Egyetem | Susan M. Gasser, Susan Goldin-Meadow, Ananya Roy |[153]
- Honorary Doctor of Yale University| Yale Egyetem | Caroline Shaw, Krista Tippett, Madeleine Albright, James Clyburn, Jill Lepore, Myron Thompson, Jean Bennett, Drew Weissman, Orlando Patterson |[154]

### 2023-ban adományozott tiszteletbeli doktorátusok
- Honorary Doctor of Brandeis University |[155][156]
- Honorary Doctor of  University College Cork – National University of Ireland, Cork (UCC) |[157]
- Honorary Doctor of  Harvard University |  David Levering Lewis, Michael Mullen, Jennifer Doudna, Hugo Noé Morales Rosas és Tom Hanks |[155][158]
- Honorary Doctor of Princeton University | Lynn A. Conway, Arcadio Díaz-Quiñones, Rhiannon Giddens, Suzan Shown Harjo |[159]
- Honorary Doctor of Rutgers University |[160]
- Honorary Doctor of Chinese University of Hong Kong (CUHK) |[161]

### 2024-ben adományozott tiszteletbeli doktorátusok
- Honorary Doctor of New York University (NYU) |[162]
- Honorary Doctor of State University of New York |[163]

## Akadémiai tagság

### 2020
- Academia Europea | tag |[164]

### 2021
- AAAS Fellows | American Association for the  Advancement of Science | tag |[165]
- French Académie des sciences | William Timothy Gowers, Martin Hairer, Anne L'Huillier, Wolfgang Wernesdorfer, Annalisa Buffa, Yann Le Cun, Susan Brantley, Frank Eisenhauer, Sason Shaik, Nicola Spaldin, Nicole King, Alberto R. Kornblihtt, Angela Nieto, Eva H. Stukenbrock, Cédric Blanpain | külföldi tag |[166]
- Hawking Fellow | Cambridge Union | tag |[167]

### 2022
- German National Academy of Sciences | Leopoldina Német Természettudományos Akadémia | tag |[168]
- Magyar Tudományos Akadémia | tiszteleti tag |[169]
- National Academy of Inventors | tag |[170]
- National Academy of Medicine –  Washington, DC | tag |[171]

### 2023
- European Molecular Biology Organization (EMBO) | tag |[172]

### 2024
- American Philosophical Society | tag |[173]
- Pápai Életvédő Akadémia(wd) Pontificia Accademia per la Vita | rendes tag |[174][175][176]